# Banfield Pet Hospital
Banfield Pet Hospital — частная компания, базирующаяся в Ванкувере, Вашингтон, США, которая управляет ветеринарными клиниками. Являясь частью группы компаний Mars, Incorporated, Banfield владеет клиниками в США, Мексике и Великобритании. Основанная в 1955 году, компания управляет многими из более чем 1000 клиник в магазинах PetSmart. Banfield — крупнейшая частная ветеринарная клиника в США. 2 апреля 2014 г. больница Banfield Pet Hospital объявила, что её штаб-квартира переезжает в Ванкувер, штат Вашингтон, из близлежащего Портленда, штат Орегон .

## История
Banfield был основан на северо-востоке Портленда, штат Орегон, в 1955 году Уорреном Дж. Вегертом. Название происходит от близлежащей автострады Банфилд. В 1987 году Скотт Кэмпбелл купил единственную ветеринарную больницу, годовой доход которой составлял около 2 миллионов долларов. Medical Management International, Inc. (MMI) была создана для владения клиникой, а в 1994 году сеть зоомагазинов PetSmart объединилась с MMI, чтобы открыть клиники для домашних животных в своих магазинах, первоначально называвшихся VetSmart. К 1996 году частная компания выросла до более чем 150 точек в 18 штатах, где ежегодно лечится более 600 000 домашних животных и работает 1100 сотрудников. PetSmart получал арендную плату и часть прибыли от клиник и владел частью MMI в рамках сделки между компаниями. В 2000 году Банфилд приобрел другие клиники PetSmart под названием Petsmart Veterinary Services.
К 2001 году компания выросла до более чем 250 клиник В том же году MMI запустила компанию BluePaw Family Pet Insurance Company для продажи медицинских страховок для домашних животных. После иска Ассоциации Голубого Креста и Голубого Щита в августе 2001 года название было изменено на TruePaws В январе 2004 года компания купила у Портлендских государственных школ собственность за 2,3 миллиона долларов для новой штаб-квартиры на 82-й авеню NE. Также они открыли клинику в Англии, свою первую международную базу, и в общей сложности работали 360 клиник.
В октябре 2004 года они начали строительство нового здания для своей штаб-квартиры стоимостью 25 миллионов долларов на площади 5,5-акра (22 260 м2) участок общей 225 000 квадратных футов (20 903,1840000000000 м2). В то время компания стала крупнейшей частной ветеринарной практикой в США. В них работало более 4000 человек по всему миру, 900 из которых были ветеринарами. В 2004 году Banfield открыл ещё 80 клиник и профинансировал учебные больницы, связанные с программами ветеринарной медицины Западного университета медицинских наук и Национального автономного университета Мексики в Калифорнии и Мехико соответственно. Клиники также начали работать с Университетом Пердью и Центрами по контролю за заболеваниями над разработкой системы для использования данных, собираемых клиниками, для отслеживания возможных биотеррористических атак.

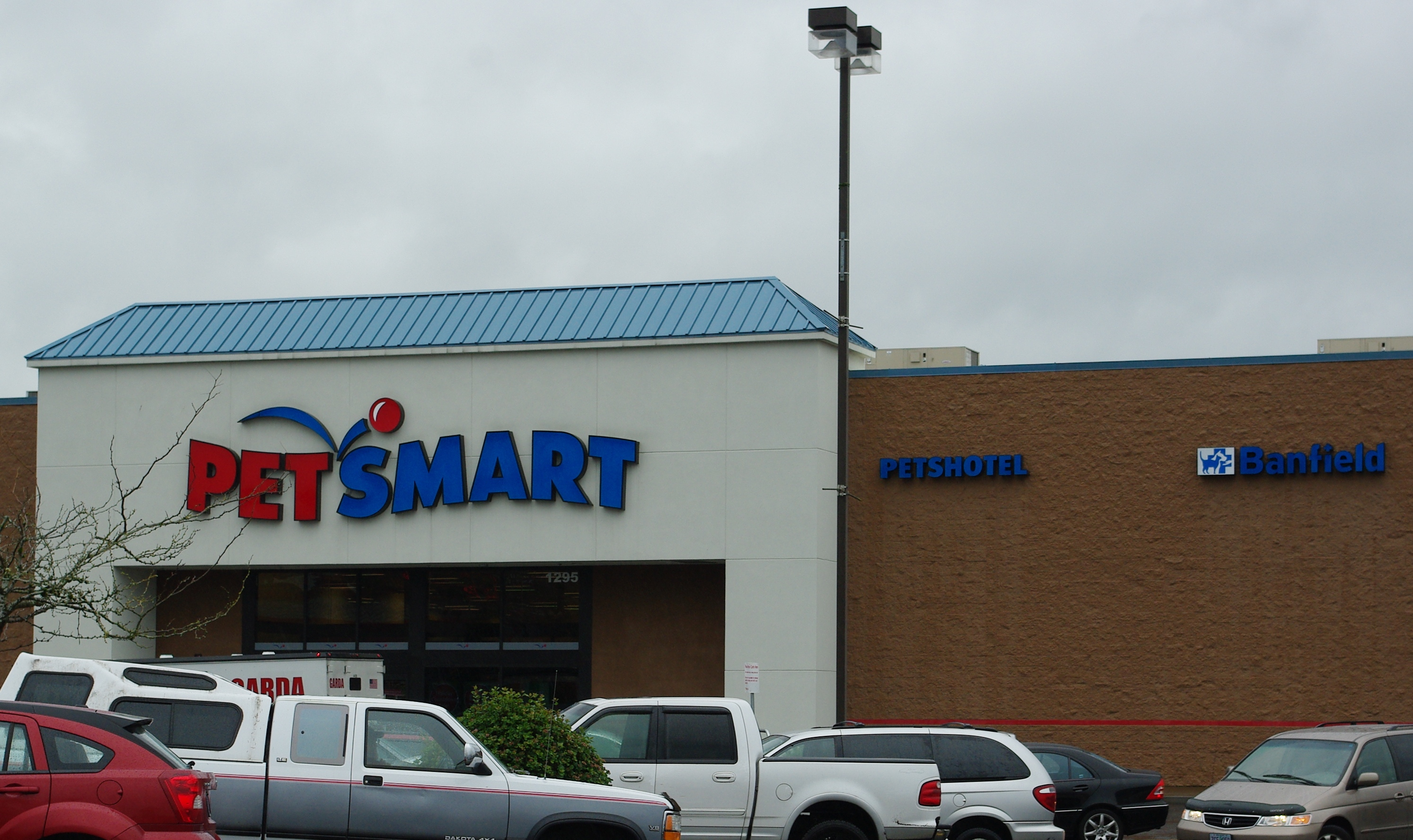
Petsmart с офисом Banfield в Хиллсборо, штат Орегон

К 2005 году компания обслуживала 3,5 миллиона животных ежегодно в 450 клиниках по всему миру. В том же году был создан благотворительный фонд Banfield Charitable Trust для оказания бесплатной помощи владельцам домашних животных из малообеспеченных семей. Банфилд также открыл третью автономную больницу, расположенную в Колорадо-Спрингс, штат Колорадо.
В начале 2007 года PetSmart продала часть своей доли в MMI, материнской компании Banfield. В сентябре 2007 года давний главный исполнительный директор (CEO) Скотт Кэмпбелл продал свои акции компании Mars, Incorporated, ушел с поста генерального директора, и Джон Пейн занял эту должность, в то время как Кэмпбелл остался председателем компании. PetSmart продала оставшуюся часть своей доли в MMI в 2015 году.
Banfield продала свое подразделение Merlin Digital Technology, которое разработало оборудование для обработки изображений, в сентябре 2008 года. В 2008 году компания насчитывала 725 офисов в США, Мексике и Великобритании. Ветеринарный клинический центр Banfield при Западном университете медицинских наук стоимостью 6,5 млн долларов открылся в августе 2008 года. Компания была названа одной из тринадцати компаний, которые будут нанимать сотрудников в 2009 году, несмотря на экономический кризис.
В 2007 году компания Mars, Inc., известная своими шоколадными батончиками Snickers и кормом для собак Pedigree, приобрела Banfield Pet Hospital. В 2015 году компания Mars расширилась за счет покупки больницы Blue Pearl Hospital. В 2017 году Mars, Inc. заплатила 9,1 миллиарда долларов за приобретение VCA Animal Hospitals.

## Операции
Клиники в помещениях PetSmart в среднем 4 ветеринара и около 1800 квадратных футов (167,2254720000000 м2). Banfield управляет более чем 1000 клиниками в офисах PetSmart по всей стране. По состоянию на 2007 год годовой доход составил 187,5 миллионов долларов США, а в компании работало более 5000 человек. Banfield оказывает ветеринарную помощь домашним животным, а также продает пакеты услуг со скидкой, которые называются «Оптимальные планы здоровья». В штаб-квартире компании в Ванкувере есть парк для собак без поводка, открытый для публики.